# Elizabeth Sankey
Elizabeth Sankey (1991) es una escritora, cantante y cineasta londinense, especialmente conocida por  haber dirigido los documentales Romantic Comedy (2019) y Witches (2024).  De 2009 a 2022 fue vocalista del dúo indie-pop Summer Camp. 

## Trayectoria
Su primer trabajo en el mundo del cine fue como actriz de voz. En 2006 participó en un episodio de la serie de dibujos animados Zorro: Generación Z. En 2009 creó la banda Summer Camp compartiendo la experiencia musical con Jeremy Warmsley durante más de una década y  lanzando cuatro álbumes. En un principio la banda no reveló inicialmente sus identidades afirmando que eran seis adolescentes suecos, pero un informe del periódico musical independiente The Stool Pigeon reveló que eran el artista Jeremy Warmsley y la periodista Elizabeth Sankey. Su single de debut, Ghost Train, fue lanzado en Moshi Moshi en abril de 2010. En septiembre de 2010, Summer Camp lanzó el EP Young, al que le siguió una serie de sencillos. Su álbum de debut, Welcome To Condale, fue lanzado el 31 de octubre de 2011.
Durante esta década Sankey colaboró escribiendo en diversos medios de comunicación.En 2013 y 2014 Elizabeth Sankey escribió colaboraciones con la revista Talkhouse.
En 2014 a partir de la colaboración de Summer Camp para realizar la banda sonora de la película Beyond Clueless (2014), un documental sobre el cine adolescente y juvenil de los años noventa dirigido por Charlie Lyne, Elizabeth se inspiró para su primer trabajo como guionista y directora.
Romantic Comedy (2019) se estrenó en South By Southwest y fue distribuido en el Reino Unido por MUBI.  La película reunió clips de cientos de películas preexistentes. Con narración de la propia Sankey, explora la historia de las mujeres y su relación con el "amor romántico" y las expectativas que conlleva,  intercalando entrevistas con otros colaboradores, incluidos la actriz británica Jessica Barden, Charlie Lyne y Laura Snapes. 
En 2019 fue nominada como mejor actriz por su papel en Cult en el Festival Internacional de Cine de Southampton.
En 2022 presentó Boobs un documental realizado para la cadena Channel 4 sobre el mundo de los senos
En 2024, recupera la fórmula en Witches (Brujas) para explorar la ansiedad y la depresión posparto examinando la relación entre las representaciones cinematográficas de las brujas y cómo vemos a las mujeres, la maternidad y la salud mental.El documental surge a partir de su propia experiencia tras el nacimiento de su hijo.

## Vida personal
Está casada con el músico Jeremy Warmsley con quien ha formado pareja musical en la banda Summer Camp. Tras el nacimiento de su hijo en 2022 se enfrentó a una depresión. La vivencia y la experiencia con los problemas de salud mental han servido de inspiración para el documental Witches estrenado en 2024.

## Filmografía
Como directora, guionista y voz narradora
- Romantic Comedy (2019)
- Boobs  (2022)
- Witches (2024)

## Discografía (Summer Camp)

### Álbumes
- Welcome to Condale 2011[19] (digital, CD, 12")
- Summer Camp, 2013, 2013 (digital, CD, 12")
- Beyond Clueless (original soundtrack), 2014 (digital, 12")
- Bad Love, 2015 (digital, CD, 12")
- Romantic Comedy, 2020[20] (digital, 12")

### EPs
- Young 2010, (digital, CD)
- Always,  2012 (digital, 10")
- Christmas, 2015, (digital)

### Sencillos
- "Ghost Train" – 2010 (digital, 1000 run 7")
- "Round The Moon" –  2010, (digital, 1000 run 7")
- "Better Off Without You" - 2011
- "Down" - 2011